# علی بن بلال آملی
علی بن بلال آملی تاریخ‌نگار زیدی و صاحب کتاب المصابیح است. وی در کتاب خود به بررسی مشروعیت و شایستگی مدعیان امامت در تشیع زیدی و شرح قیام آنان پرداخته است. این اثر علی بن بلال اطلاعات مبسوط و مفیدی درباره شخصیت‌هایی همچون نفس زکیه، ابن طباطبا، صاحب فخ، ناصر کبیر اطروش و… در بر دارد. همچنین به مسائلی همچون اختلاف میان زیدیه و امامیه و سیر تاریخ زیدیان می‌پردازد.